# Аделаидски исполински гущер
Аделаидските исполински гущери (Tiliqua adelaidensis), наричани също австралийски синьоезични сцинкове джуджета, са вид дребни влечуги от семейство Сцинкови (Scincidae).
Разпространени са в пасищата в малка област в южната част на Австралия. Образуват колонии, използват за укритие дупки на паяци, а размножителната им система е базирана на полигиния. Описани са за пръв път от германския пътешественик Вилхелм Петерс през 1863 година. Ареалът им е ограничен – около 500 квадратни километра – популацията е силно фрагментирана и местообитанията им намаляват заради използването на района за селскостопански цели, поради което видът е смятан за застрашен.